# Curso pré-vestibular
O curso pré-vestibular, popularmente conhecido como cursinho, é uma modalidade de curso preparatório educacional intensivo realizado por estudantes brasileiros que prestarão o exame vestibular e Exame Nacional do Ensino Médio (Enem); onde estes reveem todo o conteúdo aprendido ao longo da vida escolar no período de três à doze meses, para serem classificados nas referidas provas e ingressar nas instituições de ensino superior. O termo "cursinho" também pode se referir a outras modalidades de cursos preparatórios, como à pessoas que irão prestar concurso público, ou estudantes de direito para o Exame da Ordem dos Advogados do Brasil (OAB).
Tais cursos foram um fenômeno brasileiro da década de 1960, quando a demanda pelas vagas nas universidades aumentou. Famosos pelo uso de técnicas de memorização, geralmente à base de músicas e rimas, que até hoje são comuns entre alguns docentes.
Enquanto negócio, os cursinhos oferecem margens de lucro de 20%, segundo um estudo da consultoria Hoper, pois apresentam classes lotadas de alunos com uma infraestrutura simples.

## Tipologia
Os cursinhos têm início e duração variada. Os mais comuns são os de três, seis ou doze meses.
Tipo e Duração média
- Extensivo: 10 meses (março a dezembro).
- Semi 1: 4 meses (março a junho).
- Turmas de maio: 6 meses (maio a dezembro).
- Semi 2: 4 meses (agosto a dezembro).
- Intensivão: 2 meses (outubro a dezembro).
- Revisão 1: 1 mês (novembro).
- Revisão 2: 1 mês (dezembro).

Em muitos cursinhos os alunos também são divididos em salas de acordo com a carreira que desejam seguir. A divisão pode ser apenas entre áreas (Exatas, Humanas e Biológicas) até por carreiras, como salas específicas para Medicina, Engenharia, Direito, Arquitetura etc.